# Anton Junak
Anton Junak (ukrainisch Антон Юнак, engl. Transkription Anton Yunak; * 3. Juni 1985) ist ein ehemaliger ukrainischer Biathlet.
Anton Junak gab sein internationales Debüt 2006 in Ridnaun im Rahmen des Junioren-Biathlon-Europacups. Noch im selben Jahr nahm er in Ufa an seinem ersten Biathlon-Großereignis, den Sommerbiathlon-Weltmeisterschaften 2006 der Junioren teil. Er startete sowohl im Crosslauf, wo er als Viertplatzierter im Sprint eine Medaille knapp verpasste und im Verfolgungsrennen Sechster wurde als auch bei den Rennen auf Rollskiern. Dort belegte er im Sprint Platz neun und wurde Elfter der Verfolgung. Mit Walentyna Semerenko, Wita Semerenko und Andrij Bohaj gewann er in der Crosslauf-Mixedstaffel hinter dem russischen Team die Silbermedaille. Im Jahr darauf wurde die Winter-Universiade 2007 in Cesana San Sicario das Großereignis des Jahres. Auf der olympischen Strecke von 2006 wurde Junak 17. des Einzels, 27. des Sprints und 15. der Verfolgung. Mit Oleh Bereschnyj, Serhij Sednjew und Roman Pryma gewann er im Staffelrennen hinter Weißrussland die Silbermedaille.
Zum Auftakt der Saison 2008/09 debütierte Junak in Idre im IBU-Cup und wurde 27. des Sprints, womit er sofort erste Punkte gewann. Wenig später erreichte er mit einem 17. Platz in einem Sprint in Obertilliach sein bislang bestes Resultat in der zweithöchsten Rennserie. Noch in derselben Saison bestritt der Ukrainer auch seine ersten Rennen im Biathlon-Weltcup. Er debütierte bei einem Sprint in Ruhpolding, bei dem er 97. wurde und mit der Staffel der Ukraine an der Seite von Oleksandr Bilanenko, Oleksij Korobejnikow und Oleksandr Batjuk auf den 15. Platz kam. In Oberhof startete Junak schließlich noch bei den Sommerbiathlon-Weltmeisterschaften 2009 und erreichte im Crosslauf-Sprint den 12. Platz. Im Verfolgungsrennen fiel er mit neun Schießfehlern auf den 28. Platz zurück.

## Biathlon-Weltcup-Platzierungen
Die Tabelle zeigt alle Platzierungen (je nach Austragungsjahr einschließlich Olympische Spiele und Weltmeisterschaften).
- 1.–3. Platz: Anzahl der Podiumsplatzierungen
- Top 10: Anzahl der Platzierungen unter den ersten zehn (einschließlich Podium)
- Punkteränge: Anzahl der Platzierungen innerhalb der Punkteränge (einschließlich Podium und Top 10)
- Starts: Anzahl gelaufener Rennen in der jeweiligen Disziplin

| Platzierung                      | Einzel | Sprint | Verfolgung | Massenstart | Staffel | Gesamt |
| -------------------------------- | ------ | ------ | ---------- | ----------- | ------- | ------ |
| 1. Platz                         |        |        |            |             |         |        |
| 2. Platz                         |        |        |            |             |         |        |
| 3. Platz                         |        |        |            |             |         |        |
| Top 10                           |        |        |            |             |         |        |
| Punkteränge                      |        |        |            |             | 1       | 1      |
| Starts                           |        | 1      |            |             | 1       | 2      |
| Stand: nach der Saison 2009/2010 |        |        |            |             |         |        |